# IBM Z

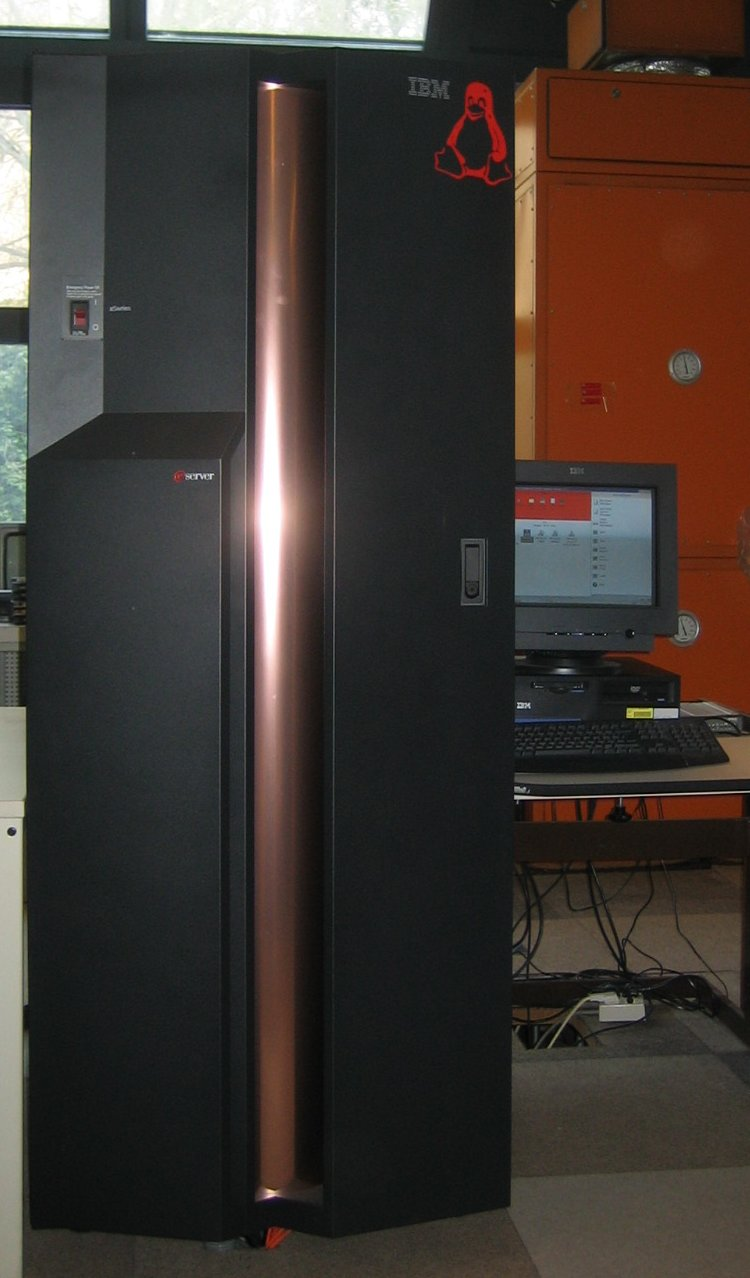
IBM zSeries 800

IBM System z (більш рання назва — IBM eServer zSeries) — бренд, створений компанією IBM для позначення лінійки мейнфреймів.
Літера Z в назві серії походить від «zero down time», яке означає нульовий час простою, що дозволяє безперервно підтримувати роботу сервера 24 години на день, 7 днів на тиждень, 365 діб на рік.

## Історія
У 2000 році компанія IBM на зміну архітектури IBM System/390 оголосила нову 64-розрядну архітектуру IBM eServer zSeries, і вже в жовтні 2000 була випущена перша модель цього сімейства zSeries 900. 2002 року була представлена нова базова модель zSeries 800; в квітні 2002-го з'явився сервер zSeries 890.
У 2005 році на зміну моделям zSeries було представлено сімейство IBM System z9. Тоді ж було введено назву «IBM System z», що об'єднує ці сімейства. 2008 року було представлено сімейство IBM System z10, що реалізує новий рівень архітектури z/Architecture 2.
Назва «IBM System z» нині[коли?] стосується всіх моделей, що підтримують z/Architecture, тобто до сімейств IBM zSeries, IBM System z9 та IBM System z10.